# Rue Henri-Barbusse (Aubervilliers)
Pour les articles homonymes, voir Rue Henri-Barbusse.
La rue Henri-Barbusse à Aubervilliers est l'une des artères principales de cette ville.

## Situation et accès
La rue suit le tracé de la D 114.
Commençant à Paris, elle croise tout d'abord la rue Émile-Reynaud et forme le départ de la rue Solférino et de la rue des Postes.
Après avoir rencontré la rue des Écoles , elle forme un carrefour avec l'avenue de la République.
Elle continue ensuite vers le nord, traverse le carrefour de la rue Paul-Bert et de la rue de Presles, et se termine à la place Constantin-Cottin, où se rencontrent la rue Léopold-Rechossière (anciennement rue du Fort) et la rue Charles-Tillon (anciennement rue du Pont-Blanc), qui mène au cimetière communal d'Aubervilliers.

## Origine du nom

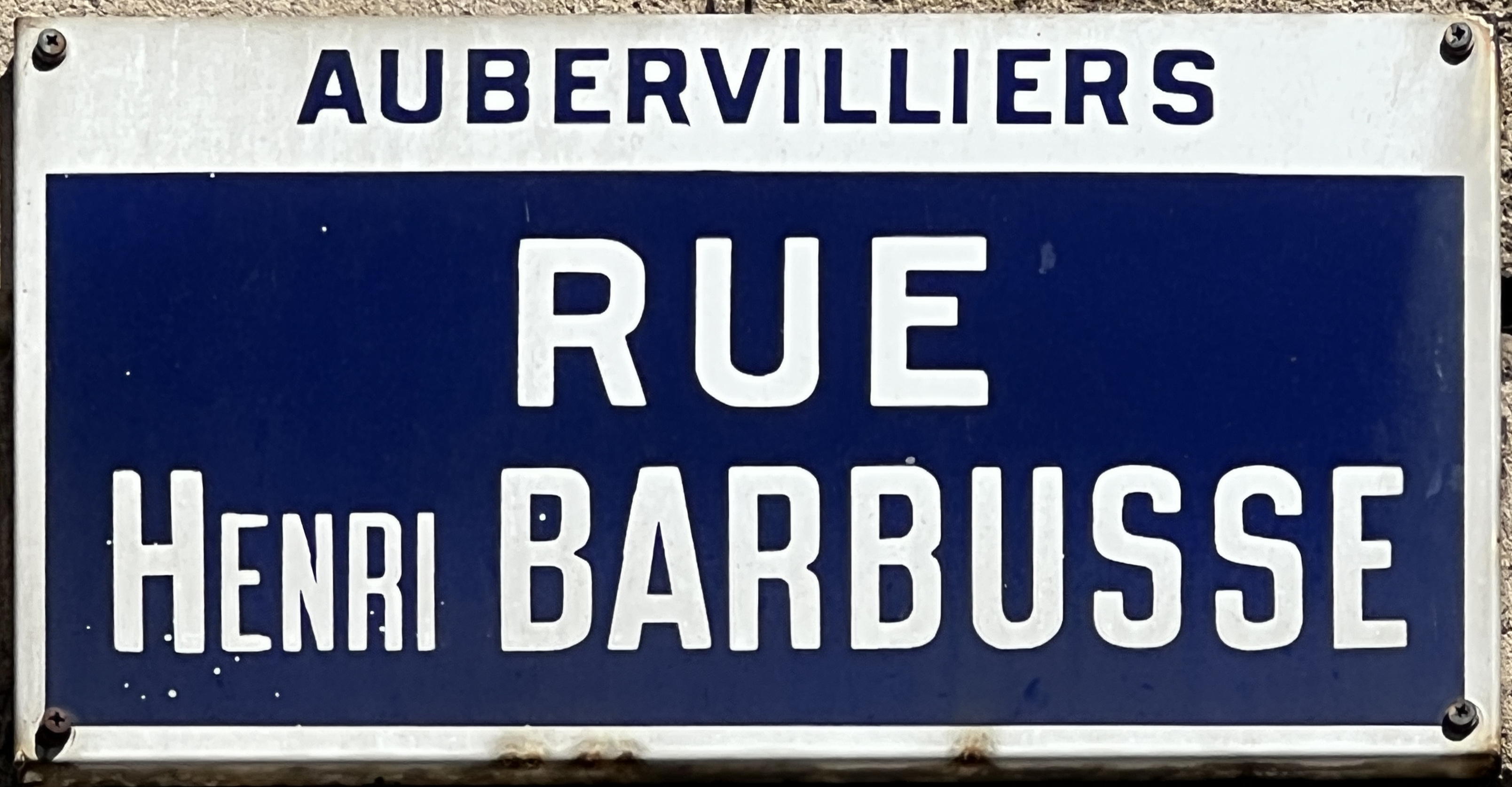
Plaque de la rue Henri-Barbusse.

Cette rue est nommée en hommage à Henri Barbusse, écrivain français né à Asnières en 1873, et mort à Moscou en 1935.

## Historique
En 1402, Michel de Laillier (ou de Lallier), seigneur d’Ermenonville, se voit attribuer la seigneurie du Vivier-lès-Aubervilliers, à cet emplacement. En 1531, la famille de Montholon acquiert la seigneurie du Vivier et d'Aubervilliers,, dont le marché du Vivier, fermé en 2022, conserva le nom.
Le 9 août 1918, pendant les bombardements de Paris et de sa banlieue durant la Première Guerre mondiale, un projectile explosif tombe dans un jardin de cette rue.

## Bâtiments remarquables et lieux de mémoire
- Tour La Villette, édifiée en 1973.
- Cité Villette[7].
- Anciens bains-douches, construits en 1925[8]. C'est aujourd'hui un Centre médico Psycho Pédagogique[9].
- Manufacture des allumettes d'Aubervilliers, où se trouve l'Institut National du patrimoine.

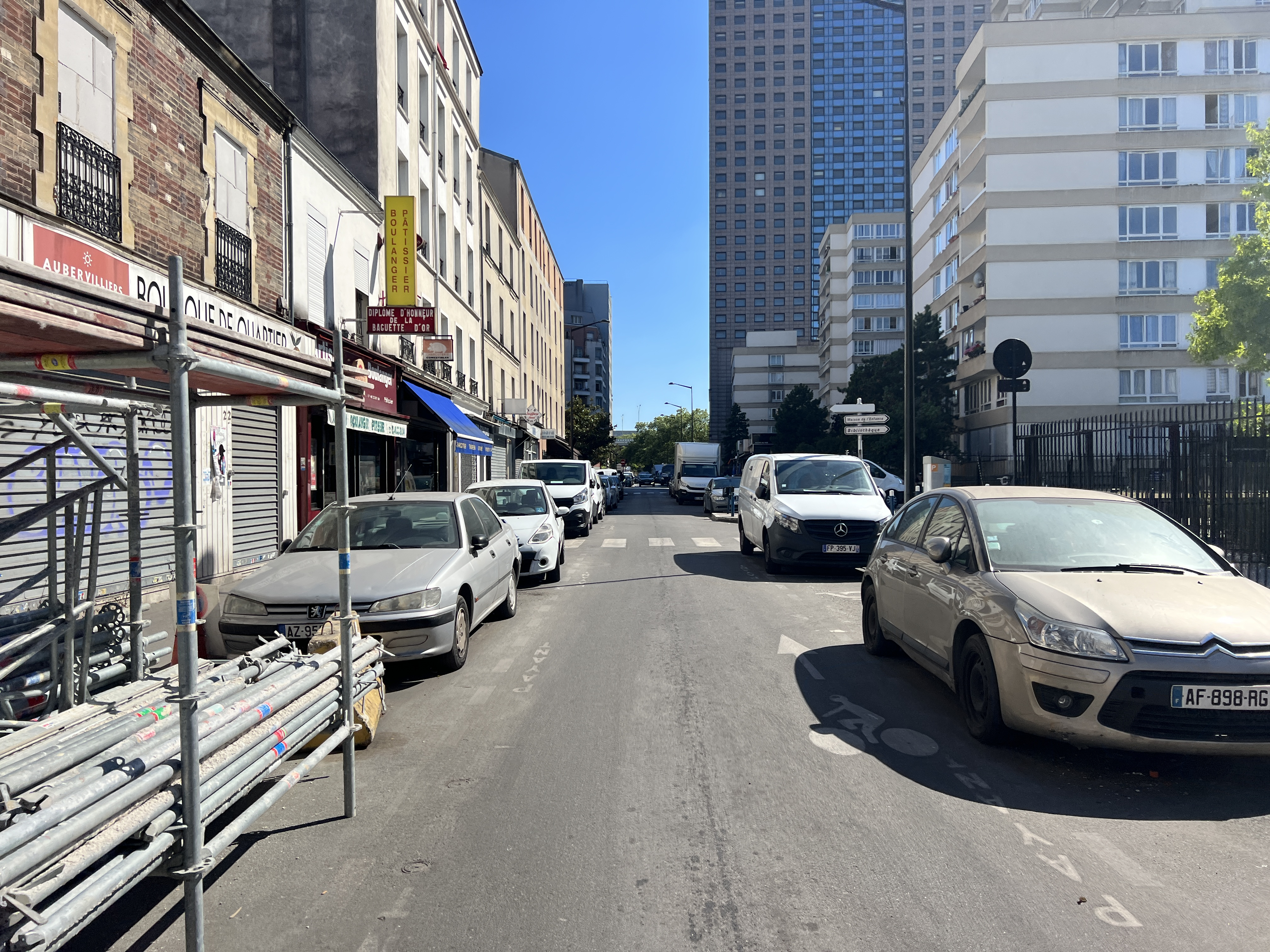
La rue en juillet 2022.
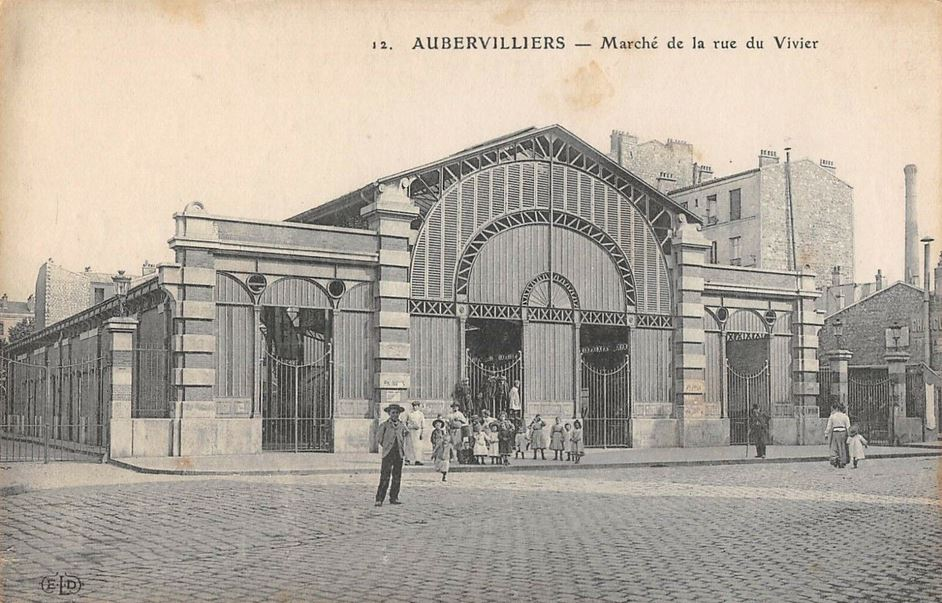
Marché de la rue du Vivier, aujourd'hui rue Henri-Barbusse.
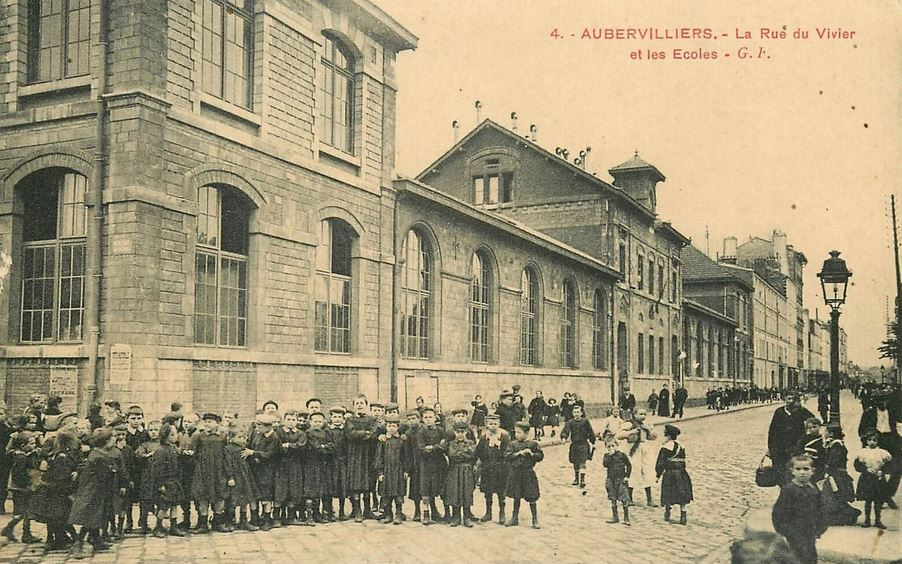
Les écoles de la rue du Vivier, ancien nom de la rue Henri-Barbusse.